# Autoridad para la Energía Atómica del Reino Unido
La United Kingdom Atomic Energy Authority (UKAEA, o, en castellano, Autoridad para la Energía Atómica del Reino Unido) se creó en 1954 como una corporación pública con el fin de supervisar y explorar el desarrollo de la energía nuclear en el Reino Unido. La autoridad promovió el desarrollo de la energía nuclear, supervisando el desarrollo pacífico de la tecnología nuclear y realizando abundante investigación científica.
En los últimos años 80 UKAEA pasó a actuar en la modalidad de trading fund (fondo comercial), en la que debe desenvolverse como si se tratara de una empresa comercial. En los años ‘90, la Autoridad fue dividida en dos: sus actividades más comerciales se traspasaron a la compañía privada AEA Technology, que desde entonces ha cotizado en la Bolsa de Londres, mientras que las directamente relacionadas con obligaciones nucleares que pudieran necesitar ser desmanteladas quedaron retenidas.
Su nuevo papel es el de desmantelar las instalaciones nucleares utilizadas para el programa de investigación y desarrollo del Reino Unido y restaurar el entorno de sus emplazamientos. Desde los primeros años 1990, UKAEA ha culminado más tareas de desmantelado que nadie en Europa, y ha alcanzado un éxito considerable en la regeneración de anteriores emplazamientos nucleares para su uso comercial.
UKAEA también actúa en los programas del Reino Unido y Europa de investigación sobre la energía de fusión en Culham, Oxfordshire, incluido la instalación de fusión más potente del mundo, el Conjunto europeo Torus. La investigación busca el desarrollo de la fusión como fuente para el futuro de energía amistosa con el medio ambiente y  comercialmente viable.
Emplazamientos de UKAEA:
- Dounreay
- Windscale
- Risley, Warrington
- Harwell
- Culham
- Winfrith

La UKAEA está sostenida principalmente por el Departamento de Comercio e Industria.